# Absolute Greatest (албум групе Queen)
 (срп. Апсолутно највећи) компилацијски је албум британске рок групе Queen, који је 11. новембра 2009. године објавио Parlophone и Hollywood Records. Албум садржи 20 њихових најпознатијих песама и доступан је у неколико формата, укључујући издање једног ЦД-а, специјално издање од 2 ЦД-а са аудио коментарима Брајана Меја и Роџера Тејлора, књигу са тврдим повезом од 52 странице са 2 ЦД-а, дигитално преузимање и кутија за ЛП издање. Свака нумера је ремастерована са оригиналних трака.
Промоција која је одржана на званичном сајту бенда, Queen Online, дала је фановима прилику да погоде пласман нумера на албуму и освоје награду ако је њихов одговор био тачан (нова нумера је била откривена свакодневно). Добитник награде је потом изабран случајним одабиром.